# Zu Leiningen
Zu Leiningen is een oud-adellijk geslacht waarvan de geschiedenis teruggaat tot de elfde eeuw en dat vanaf 1452 de vorstentitel voert.

## Geschiedenis
De stamreeks is terug te voeren tot Sigebert die graaf was in Saargau en in 1080 wordt vermeld en zijn broer Winithit die in 1072 vermeld wordt als abt van Hornbach. Een kleinzoon van Sigebert, Simon I, wordt in 1139 als graaf van Saarbrücken vermeld. Zijn gelijknamige zoon Simon II, die tussen 1158 en 1207 wordt vermeld, trouwde in 1180 met Liutgarde, zus en erfgename van Friedrich graaf van Leiningen, de laatste van haar geslacht uit het huis van de graven van Nahegau dat al in de tweede helft van de 8e eeuw voorkomt. Hun tweede zoon Friedrich, overleden in 1237, neemt de naam en het wapen van het huis van zijn moeder aan en wordt in 1214 als Graaf van Leiningen vermeld. In de loop der eeuwen ontstaan verschillende takken, vernoemd naar de verschillende graafschappen en heerlijkheden. In 1328 volgt verheffing tot landgraaf van Leiningen, in 1452 tot vorstelijk landgraaf. Op 3 juli 1779 werd Carl Friedrich Wilhelm zu Leiningen (1724-1807) opgenomen in de Rijksvorstenstand en daarmee de 1e vorst zu Leiningen. Het laatste adelsbesluit inzake een lid van dit geslacht betreft de inlijving in het Koninkrijk Beieren in de vorstenklasse in 1830.
Leden van het geslacht voeren de titel van Prinz/Prinzessin zu Leiningen, en voor zover volgens het huisrecht toegestaan, het predicaat Doorluchtigheid; ze worden gerekend tot de ebenbürtige adel.

## Enkele telgen
Carl Friedrich Wilhelm zu Leiningen (1724-1807), 1e vorst van Leiningen
- Emich Karel zu Leiningen (1763-1814), 2e vorst van Leiningen
  - Karl zu Leiningen (1804-1856) (1804-1856), 3e vorst van Leiningen
    - Ernst zu Leiningen (1830-1904), 4e vorst van Leiningen
      - Emich zu Leiningen (1866-1939), 5e vorst van Leiningen
        - Karl zu Leiningen (1898-1946), 6e vorst van Leiningen
          - Emich zu Leiningen (1926-1991), 7e vorst van Leiningen
            - Karl-Emich Prinz zu Leiningen (1952)
            - Andreas zu Leiningen (1955), 8e vorst van Leiningen
              - Ferdinand Prinz zu Leiningen (1982), erfprins en vermoedelijke opvolger als vorst en hoofd van het Huis zu Leiningen

          - Karl Prinz zu Leiningen (1928-1990)
          - Margarita Prinzessin zu Leiningen (1932-1996)

        - Hermann prins zu Leiningen (1901-1971), autocoureur

  - Feodora prinses van Leiningen (1807-1872)

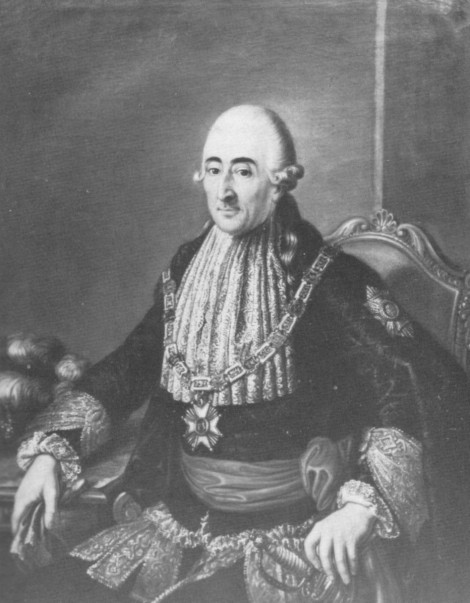
Carl Friedrich Wilhelm zu Leiningen (1724-1807), 1e vorst van Leiningen
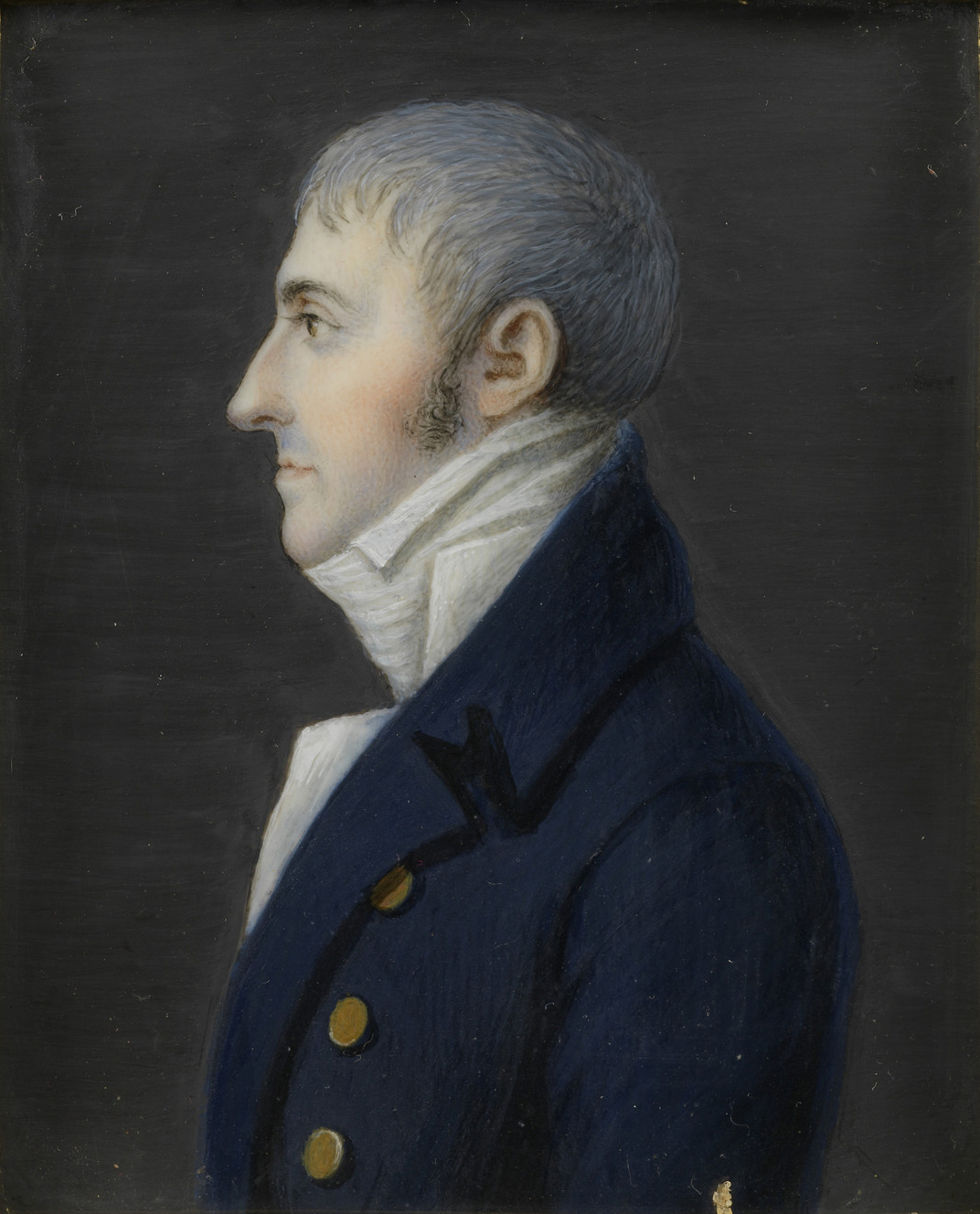
Emich Karel zu Leiningen (1763-1814), 2e vorst van Leiningen
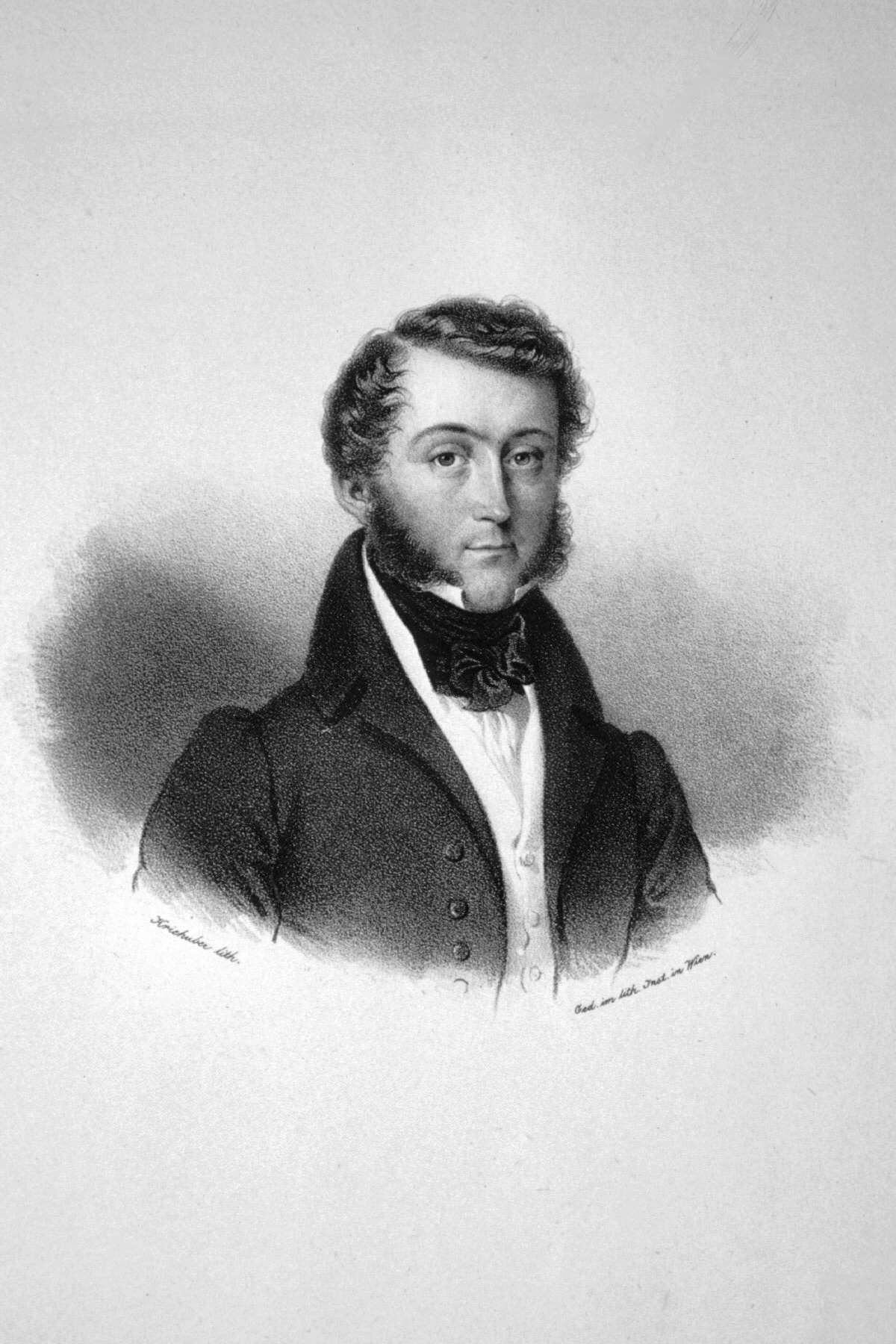
Karl zu Leiningen (1804-1856) (1804-1856), 3e vorst van Leiningen
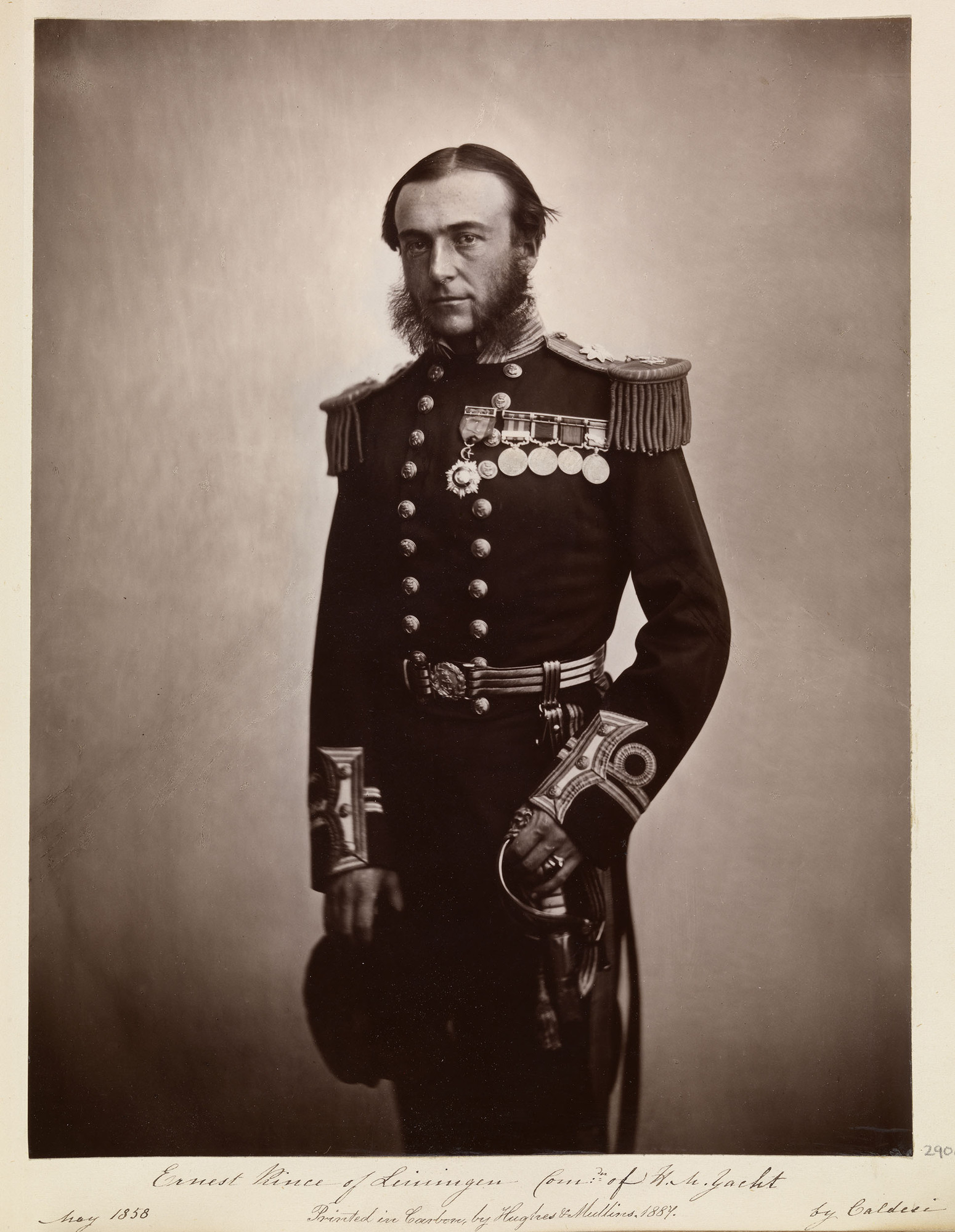
Ernst zu Leiningen (1830-1904), 4e vorst van Leiningen
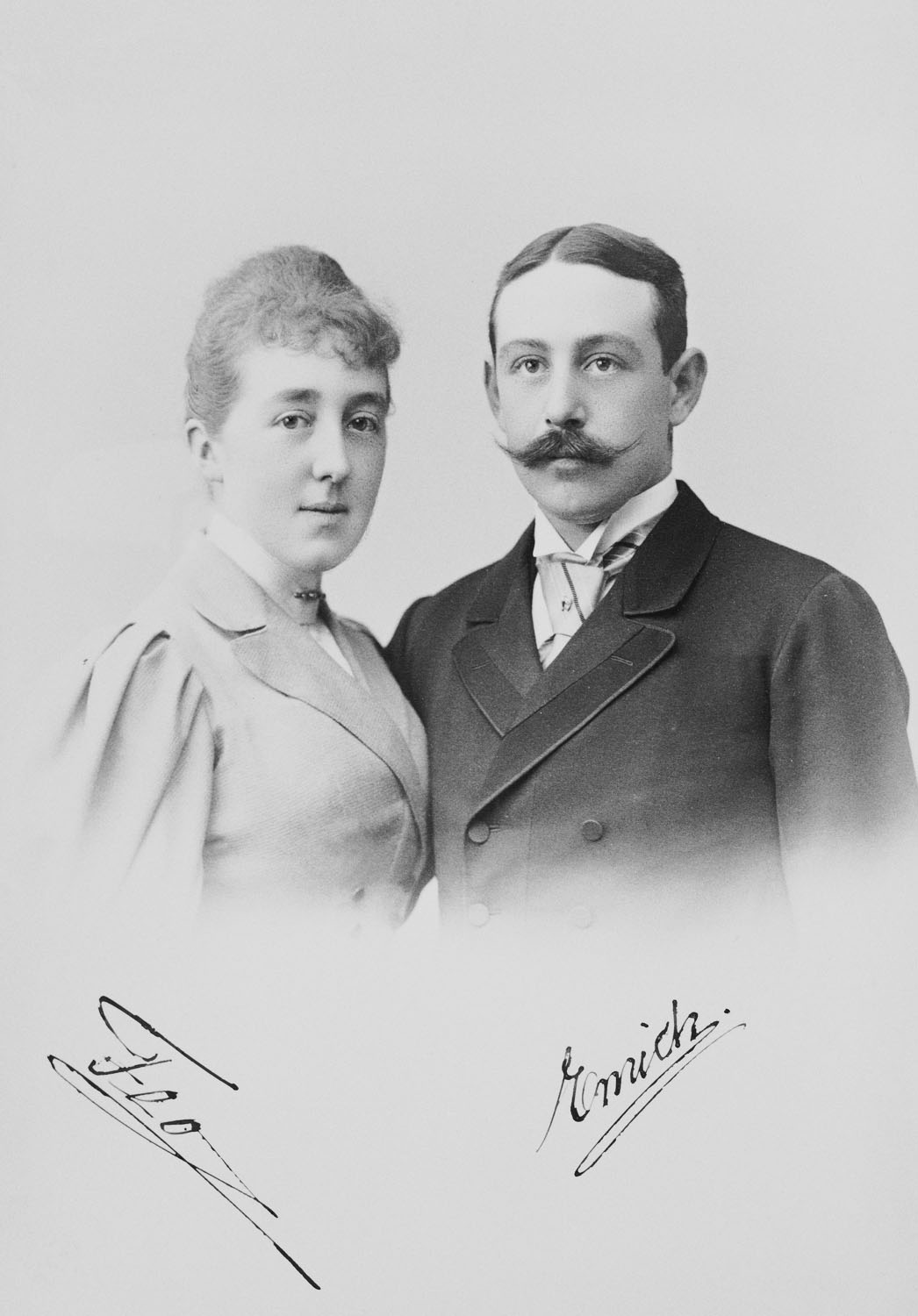
Emich zu Leiningen (1866-1939), 5e vorst van Leiningen met echtgenote

### Andere telgen
- Agnes van Leiningen († na 1299)
- Elisabeth van Leiningen († ca. 1235/38)
- Margaretha Elisabetha van Leiningen-Westerburg-Schaumburg (1604-1667)
- Maria Luise Albertine van Leiningen-Dagsburg-Falkenburg (1729-1818)